# سودانية 24
قناة سودانية 24 هي قناة تلفزيونية سودانية خاصة تأسست عام 2016، وتقدم كل ما يخص المشاهد السوداني من برامج ثقافية ودينية وسياسية ورياضية وفنية وغيرها. كما يعتبرها الكثيرون أفضل قناة سودانية على الإطلاق.
أطلقت سودانية 24 بثها الرسمي في 10 أغسطس 2016 ولأول مرة في السودان بتقنية HD على القمرين الصناعيين عربسات ونايل سات.

## البرامج
- صباحات سودانية
- مانشيتات سودانية
- الوراق _برنامج ثقافي من إعداد وتقديم غسان علي عثمان، يُعنى بتوثيق الحركة الأدبية والثقافية في السودان

- أحداث السودان
- نكهة خاصة
- 24 قيراط
- دائرة الحدث
- أرينا
- الحدث الاقتصادي
- من مسافة أقرب
- دردشة اقتصادية
- صوت الأرض
- معايش
- بيوت سودانية
- حال الرياضة
- كنا هناك

## وصلات خارجية
- الموقع الرسمي (بالعربية)